# Mélanie Rouat
Mélanie Rouat, née le 24 novembre 1878 à Riec-sur-Bélon et morte le 21 octobre 1955 dans la même commune, est une cuisinière française.
Elle doit sa notoriété au critique culinaire Curnonsky qui l'a fait connaître et s'est réfugié chez elle pendant la Seconde Guerre mondiale, de 1940 à 1946.

## Biographie

### Jeunesse et famille
Marie-Françoise Mélanie Catherine Rouat naît à Coat-Bazoin, dans la commune de Riec-sur-Bélon,. Elle est la fille de Louis Rouat, cultivateur, et Marie-Françoise Le Gac, son épouse.
Elle commence comme ouvrière dans un élevage ostréicole. Après son mariage en 1896 avec Louis Rouat (1871-1914, homonyme de son père), elle produit des huîtres, puis tient un magasin d'épicerie et d’huîtres. Des légendes courent sur sa décision d'ouvrir un restaurant (en 1917 ?), des comédiens de la Comédie-Française affamés l'en auraient incitée a préparer un repas de homards ou une omelette parfaitement réussis.

### Curnonsky
Le journaliste et écrivain Curnonsky fait la connaissance de Mélanie Rouat en 1922 — époque où il commence la rédaction de La France gastronomique — alors qu'elle tient l'Hôtellerie Mélanie Rouat à Kerfany-les-pins. En 1941, il raconte : « Ma vieille Mélanie, je la connais depuis plus de vingt ans, raconte Curnonsky. Je viens d’ailleurs à Riec-sur-Belon depuis 1903. On ignorait encore Mélanie. Elle n’a commencé qu’en 1919. Elle ne faisait d’ailleurs à manger que pour sept ou huit habitués. J’en étais avec Carco et Kisling. C’est moi qui dis, un jour, à Mélanie : "Vous avez un génie de chef. Il ne faut plus faire la cuisine pour quelques clients. Il faut ouvrir un grand restaurant". C’est ainsi que Mélanie commença à faire les choses en grand. Ce ne fut pas une maison de régime. Mais un restaurant de Cur... ». C'est finalement avec deux amis peintres, Fernand Jobert et Maurice Asselin, que Curnonsky lance en 1923 le restaurant de Mélanie Rouat à Riec.

### L'école gastronomique bretonne
Au début du XXe siècle la cuisine bretonne attire l'attention des gastronomes : Julia Guillou de Pont-Aven avec un homard au cari (lire homard au curry, 1909), le Père Batifoulier à l'hôtel d'Audierne. Curnonsky cite notamment la Mère Bacon rendez-vous d'artistes au port de Brigneau (Moëlan) qu'il aurait fréquenté dans les années 1920. En 1929, il mentionne aussi Mélanie Rouat (homard à la crème, palourdes des Glénans, dinde rôtie farcie aux foies de volailles, admirables poulardes), la bonne mère Clémence à la Chebuette (la papesse du Beurre blanc), Mme Lozivit à Concarneau (cotriade), Mme Anastasie Lecadre à Rochefort-en-Terre.

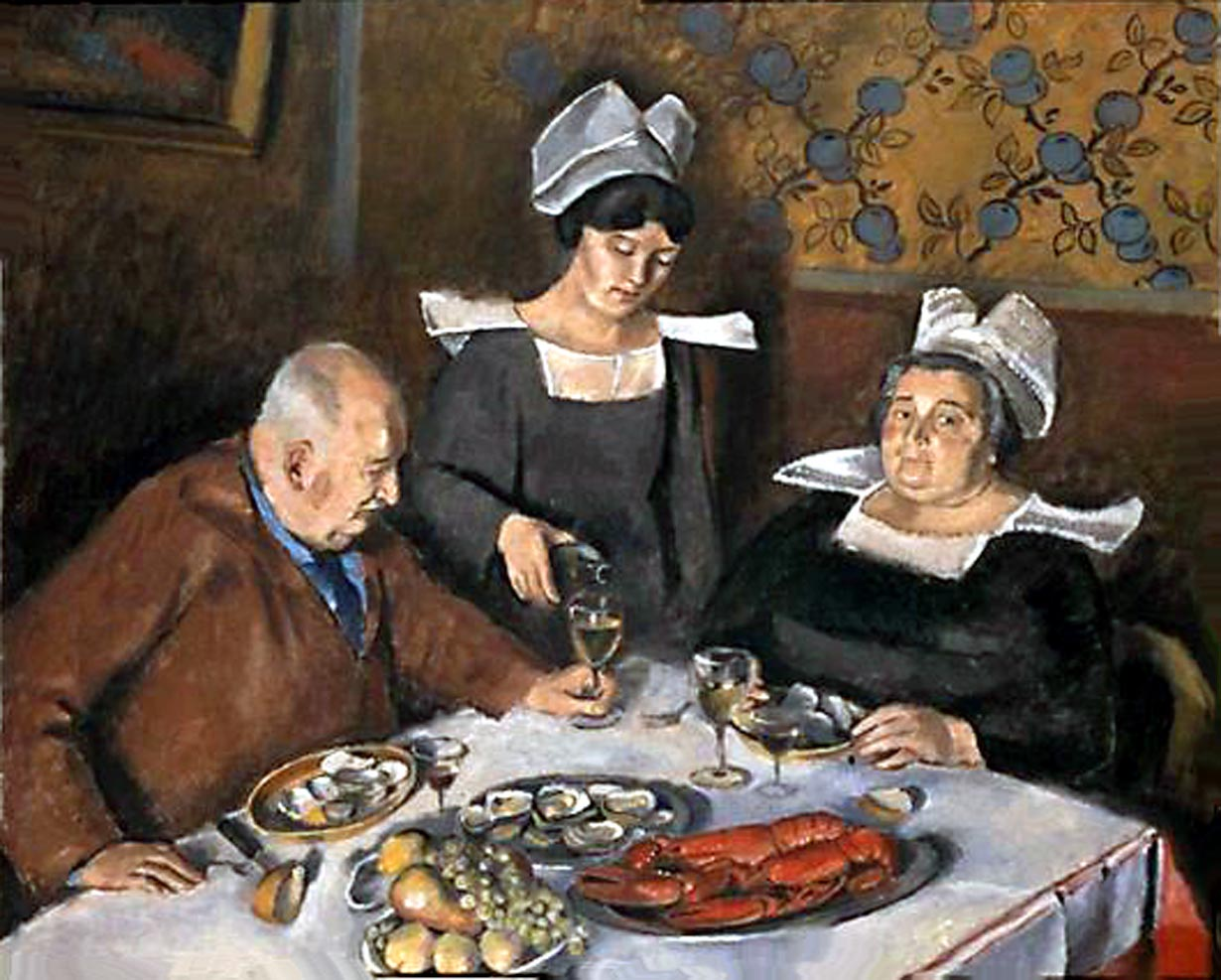
Maurice Asselin (1933) Curnonsky termine un plat de palourdes avec un Muscadet ou un Vallet nantais tandis que Mélanie en est aux huitres, les homards n'ont pas l'air à la crème (Musée de Saint-Brieuc)

### Chez Mélanie

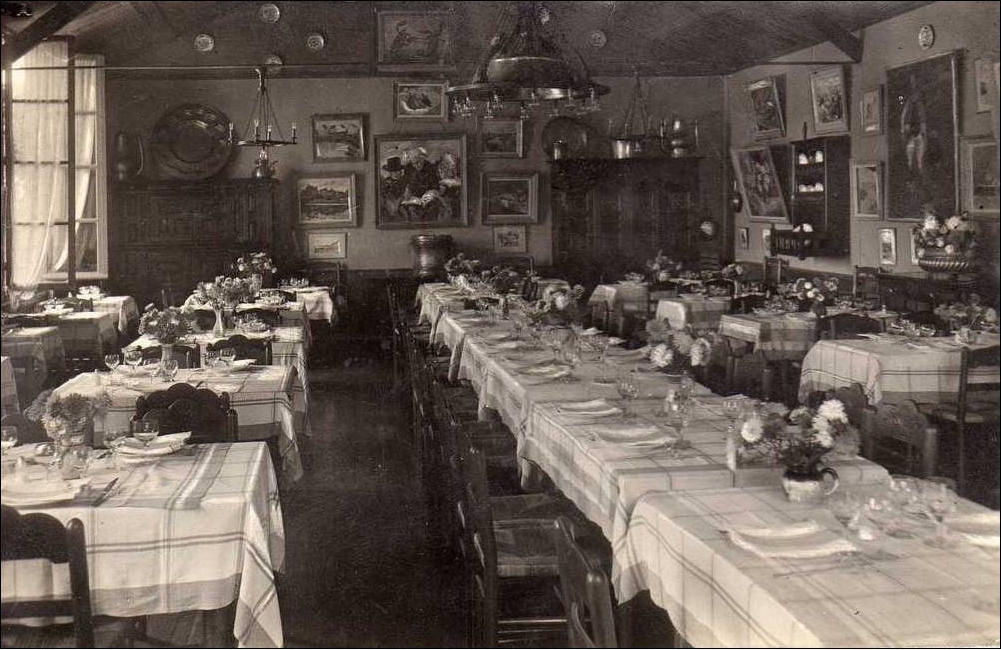
Chez Mélanie Riec sur Belon salle à manger et d'exposition de peintures bretonnes

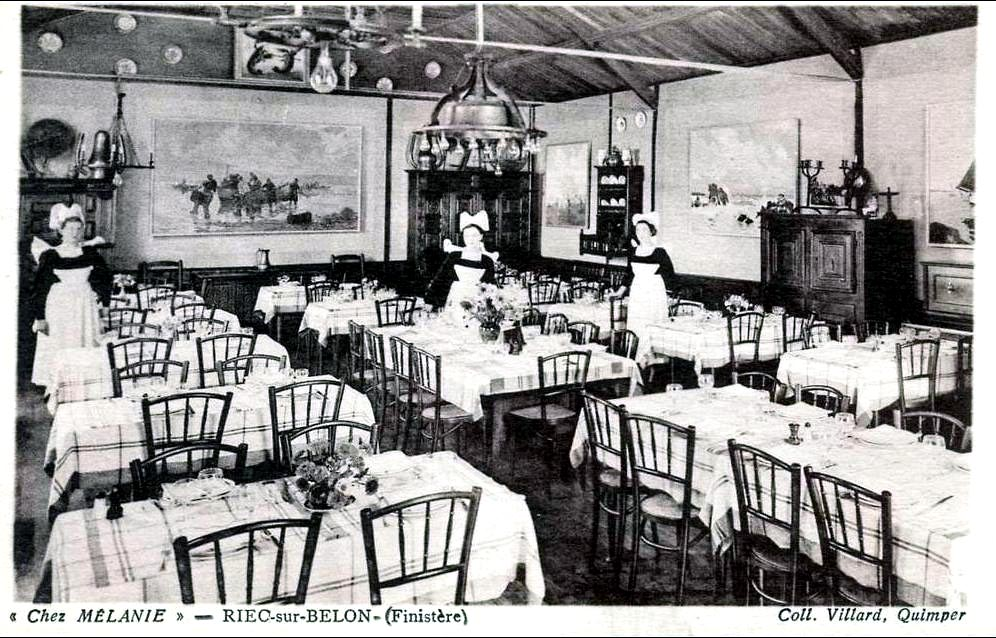
Chez Mélanie (non daté)

Le restaurant Chez Mélanie est breton : serveuses en habit traditionnel de Pont-Aven (elle-même en porte toujours la coiffe), peintures d'artistes bretons au mur. Il est fréquenté par les présidents Vincent Auriol, René Coty, par Roland Dorgelès, Graham Greene. Le Guide Michelin lui donne un macaron en 1932, puis deux en 1934. Sa pièce de bœuf rôtie au sarrasin séduit Curnonsky qui en fait les éloges et fait part de sa découverte aux membres de l'Académie des Gastronomes. Gaston Derys écrit en 1937 : « A Riec-sur-Belon opère un des grands cordons bleus de France : c’est Mélanie Rouat, en face de l’église, dont les palourdes farcies, le homard à la crème, les crêpes Mélanie sont de grandes choses. On déguste chez Mélanie, qui possède des parcs sur la rivière de Belon, des huîtres admirables. ».
Pendant la guerre, Curnonsky aurait avoué à son hôtesse avoir des difficultés à régler les additions. Ce à quoi elle aurait répondu : « Quand on a aidé à bâtir une maison, on a bien droit à une ardoise. » Le célèbre aphorisme du gastronome est répété dans les derniers vers d'une poésie qu'il lui avait dédiée en souvenir d’une omelette inoubliable : « La Cuisine ?… c’est quand les choses / Ont le goût de ce qu’elles sont ».
Mélanie Rouat meurt en 1955. C'est sa sixième enfant, Marie Rouat (1910-1982), qu'elle a formée, qui reprend le restaurant, conservant un macaron Michelin (timbale de moules, homard Mélanie),.

## Distinctions
- Membre de l'Académie des Cordons bleus en 1929[29] ;
- L'Académie des mères cuisinières lui décerne son Trophée en 1993[30].

## Postérité
- Louisette Bertholle donne la recette des palourdes farcies grillées dans les Recettes secrètes des meilleurs restaurants de France (1973)[31] ;
- Exposition Grand cordon-bleu de France à Riec-sur-Belon en 2017[6] ;
- La ville de Riec-sur-Belon a nommé une rue en son nom (route de Pont-Aven) en 2021[32] (Le procès-verbal du Conseil municipal du 30 juin indique qu'elle avait possédé 2 restaurants[33]).L